# Praga 1
Praga 1, anteriormente conocido como Distrito Municipal Praga 1 (en checo: Městská část Praha 1), es un distrito municipal y administrativo en Praga, República Checa. A finales de 2004 contaba con una población de 32 552 habitantes en 18 821 viviendas. Ocupa la misma extensión que el distrito administrativo nacional (správní obvod) del mismo nombre.
El distrito incluye la mayor parte del centro medieval de la ciudad. Toda la Staré Město («ciudad antigua») y Josefov («barrio judío») se encuentran en Praga 1, al igual que la mayor parte de Malá Strana, Hradčany y Nové Město (ciudad nueva). Las pequeñas zonas de Holešovice y Vinohrady rodean el distrito, que se ha mantenido intacto desde su creación en 1960.
La mayor parte de Praga 1 es Patrimonio de la Humanidad por la UNESCO. Casi todos los sitios turísticos más importantes de Praga, como el Castillo de Praga, la Plaza de la Ciudad Vieja, el Puente Carlos y el barrio judío antes mencionado, se encuentran en el distrito. El Parlamento de la República Checa y las oficinas del gobierno están en Malá Strana, mientras que el edificio principal de la Universidad Carolina se encuentra en Staré Město.